# Resolutie 778 Veiligheidsraad Verenigde Naties
Resolutie 778 van de Veiligheidsraad van de Verenigde Naties werd op 2 oktober 1992 aangenomen. De Volksrepubliek China, die zich onthield, uitgezonderd stemden alle veertien leden van de Raad voor.

## Achtergrond
Op 2 augustus 1990 viel Irak zijn zuiderbuur Koeweit binnen en bezette dit land. De Veiligheidsraad veroordeelde de inval en later kregen de lidstaten carte blanche om Koeweit te bevrijden. Eind februari 1991 was die strijd beslecht en legde Irak zich neer bij alle aangenomen VN-resoluties.

## Inhoud

### Waarnemingen
De Veiligheidsraad veroordeelde Irak omdat het land niet aan zijn verplichtingen uit de voorgaande resoluties voldeed. De Veiligheidsraad was nog steeds bezorgd om de gezondheidstoestand van de Iraakse bevolking en herinnerde aan de humanitaire hulp die was opgezet. Om die hulp, de VN-operaties en de herstelbetalingen aan Koeweit te betalen mochten alle landen gedurende zes maanden Iraakse olie kopen en die zes maanden waren nu om. Gezien de precaire humanitaire situatie in Irak na de oorlog was in resolutie 706 bepaald dat het land van de VN olie mocht verkopen om hulpoperaties en herstelbetalingen te bekostigen.

### Handelingen
De Veiligheidsraad besliste dat alle landen waarin zich Iraaks olie-opbrengsten bevonden, zo snel mogelijk tot 200 miljoen dollar of tot 50% van de totale stortingen op de VN-borgrekening moesten storten. Alle landen waarin zich Iraakse olieproducten bevonden moesten die kopen of verkopen en de opbrengt daarvan storten. Petrochemische derivaten werden hiervan uitgesloten.
Secretaris-generaal Boutros Boutros-Ghali werd gevraagd de gelden, olieproducten en de kosten van de VN-operaties in kaart te brengen en:
- 30% van de fondsen over te maken aan het compensatiefonds voor herstelbetalingen;
- de rest aan te wenden voor de VN-operaties inzake de vernietiging van massavernietigingswapens en humanitaire hulp.

## Verwante resoluties
- Resolutie 715 Veiligheidsraad Verenigde Naties
- Resolutie 773 Veiligheidsraad Verenigde Naties
- Resolutie 806 Veiligheidsraad Verenigde Naties (1993)
- Resolutie 833 Veiligheidsraad Verenigde Naties (1993)

Lijst ·  726 ·  727 ·  728 ·  729 ·  730 ·  731 ·  732 ·  733 ·  734 ·  735 ·  736 ·  737 ·  738 ·  739 ·  740 ·  741 ·  742 ·  743 ·  744 ·  745 ·  746 ·  747 ·  748 ·  749 ·  750 ·  751 ·  752 ·  753 ·  754 ·  755 ·  756 ·  757 ·  758 ·  759 ·  760 ·  761 ·  762 ·  763 ·  764 ·  765 ·  766 ·  767 ·  768 ·  769 ·  770 ·  771 ·  772 ·  773 ·  774 ·  775 ·  776 ·  777 ·  778 ·  779 ·  780 ·  781 ·  782 ·  783 ·  784 ·  785 ·  786 ·  787 ·  788 ·  789 ·  790 ·  791 ·  792 ·  793 ·  794 ·  795 ·  796 ·  797 ·  798 ·  799